# Касьянов, Артём Андреевич
Артём Андре́евич Касья́нов (укр. Артем Андрійович Касьянов; род. 20 апреля 1983, Стаханов, Ворошиловградская область) — украинский футболист, полузащитник.

## Биография
Футболом начал заниматься в Стаханове (ДЮСШ) в 6 лет. Первый тренер — Музыка А. М. С 1997 года по 2000 год выступал за «Динамо» (Стаханов). Также выступал за команды: «Сталь» и «Сталь-2» из города Алчевск, «Металлург» из Донецка, «Харьков». 9 июля 2009 года подписал двухлетний договор с одесским «Черноморцем», но с уходом главного тренера Виктора Гришко перестал попадать в основу.
С 2010 по 2015 год шесть сезонов выступал за казахстанский клуб «Ордабасы» из Шымкента, в котором являлся ключевым игроком линии полузащиты, выступая на позиции опорного хавбека. На его счету 145 сыгранных матчей и 21 забитый мяч в Премьер-лиге. Выиграл первый у команды Кубок Казахстана по футболу 2011 (в 6 играх забил 2 гола), а затем и первый Суперкубок 2012. В 2014 и 2015 гг. клуб занимал 4-е места в чемпионате, Хохол (прозвище в команде) в 2014 сыграл 29 матчей и забил 7 голов — больше всех в составе, но в сезоне 2015 забил только 1 гол и новое руководство команды не предложило ему новый контракт.
В начале 2016 года вернулся на Украину и стал игроком харьковского «Металлиста». Но уже к лету покинул клуб из-за его финансовых проблем. Однако в 33 года успел окончить курсы в Киеве и получить тренерские категории С, В и А.
В июне 2016 года стал игроком талдыкорганского «Жетысу». Во втором круге провёл 17 игр, забил два гола, но команда вылетела из Премьер-лиги. Однако в сезоне 2017 «Жетысу» стал победителем Первой лиги Казахстана и сразу вернулся в высший дивизион. Касьянов в составе талдыкорганской команды был капитаном и одним из лучших бомбардиров — забил 7 мячей в 21 матче. По итогам голосования, проведённого ПФЛ Казахстана, был признан лучшим игроком чемпионата Первой лиги 2017 года. Но контракт с клубом не продлил, вернувшись в Харьков. Однако ситуация с долгами «Металлиста» не разрешилась.
В январе 2018 года стал игроком клуба «Окжетпес», подписав годовой контракт. И в первом же сезоне вновь стал с командой победителем Первой лиги Казахстана.
Но после сезона 2018 35-летний украинский футболист опять не получил продления контракта и решил завершить карьеру, перейдя на тренерскую работу.

## Семья
Его двоюродный брат Алексей Касьянов — украинский десятиборец, вице-чемпион мира и Европы.

## Достижения

### Командные
«Ордабасы»
- Обладатель Кубка Казахстана: 2011
- Обладатель Суперкубка Казахстана: 2012

«Жетысу»
- Победитель Первой лиги Казахстана: 2017

«Окжетпес»
- Победитель Первой лиги Казахстана: 2018

### Личные
- Лучший игрок Первой лиги Казахстана: 2017[19]